# گئورگی بوریسوف
گئورگی بوریسوف (بلغاری: Георги Борисов؛ زادهٔ ۲۱ اکتبر ۱۹۷۴) بازیکن فوتبال اهل بلغارستان است.
از باشگاه‌هایی که در آن بازی کرده است می‌توان به باشگاه فوتبال بنی سخنین، باشگاه فوتبال لوکوموتیو صوفیه، و باشگاه فوتبال لفسکی صوفیه اشاره کرد.
وی همچنین در تیم ملی فوتبال بلغارستان بازی کرده است.